# Chavarriella allotaxis
Chavarriella allotaxis là một loài bướm đêm trong họ Geometridae.